# Auslan
La  lengua de señas australiana (Auslan; /ˈɒzlæn/) es el lenguaje de señas mayoritario de la comunidad sorda australiana. El término Auslan es un acrónimo de "Australian sign language", acuñado por Trevor Johnston en la década de 1980, aunque el idioma en sí es mucho más antiguo. Auslan está relacionado con la lengua de señas británica (BSL) y la lengua de signos de Nueva Zelanda (NZSL); los tres han descendido del mismo lenguaje padre, y juntos forman la familia lingüística BANZSL. El Auslan también ha sido influenciado por la lengua de señas irlandesa (ISL) y más recientemente ha tomado prestados signos de la lengua de signos americana (ASL).
Al igual que con otros lenguajes de señas, la gramática y el vocabulario de Auslan son bastante diferentes del inglés. Su origen no puede atribuirse a ningún individuo; más bien, es un lenguaje natural que surgió espontáneamente y ha cambiado con el tiempo.